# Hell Below Zero
Hell Below Zero is een Brits-Amerikaanse avonturenfilm uit 1954 onder regie van Mark Robson. Het scenario is gebaseerd op de roman The White South (1949) van de Britse auteur Hammond Innes. Destijds werd de film in Nederland uitgebracht onder de titel S.O.S. aan de Zuidpool.

## Verhaal
De zakenman Duncan Craig vaart mee op een schip, omdat hij Judie Nordhall wil helpen om naar haar vader te zoeken. Het gerucht doet de ronde dat haar vader misschien werd vermoord door Erik Bland, de zoon van de vrouw van Judies vader en haar voormalige minnaar.

## Rolverdeling
| Acteur            | Personage                             |
| ----------------- | ------------------------------------- |
| Alan Ladd         | Duncan Craig                          |
| Joan Tetzel       | Judie Nordhal                         |
| Basil Sydney      | Bland                                 |
| Stanley Baker     | Erik Bland                            |
| Joseph Tomelty    | Kapitein McPhee                       |
| Niall MacGinnis   | Dr. Howe                              |
| Jill Bennett      | Gerda Petersen                        |
| Peter Dyneley     | Miller                                |
| Susan Rayne       | Kathleen                              |
| Philo Hauser      | Sandeborg                             |
| Ivan Craig        | Larsen                                |
| Paddy Ryan        | Manders                               |
| Cyril Chamberlain | Radiotelegrafist op het fabrieksschip |
| Paul Homer        | Radiotelegrafist op de Kista Dan      |
| Edward Hardwicke  | Ulvik                                 |
| John Witty        | Martens                               |
| Brandon Toomey    | Christiansen                          |
| Genine Graham     | Stewardess                            |
| Basil Cunard      | Bureauchef                            |
| Fred Griffiths    | Dronken matroos                       |
| John Warren       | Hotelreceptionist                     |
| Philip Ray        | Kapitein Petersen                     |
| Paul Connell      | Svensen                               |
| Glyn Borg         | Borg                                  |